# 엣지 오브 윈터
《엣지 오브 윈터》(영어: Edge of Winter)는 2016년에 공개된 캐나다의 드라마 영화이다. 감독은 롭 코놀리, 각본은 롭과 카일만이 맡았고, 이 영화에는 조엘 킨나만, 톰 홀랜드, 퍼시 하인즈 화이트가 출연한다. 조 브로 프로덕션 & 필름 파이낸스와 관련 된 인디펜던트 엣지 필름스가 제작했다. 이 영화는 캐나다 온타리오주 서드베리 지역에서 촬영 되었다.

## 출연진
- 숀 벤슨 - 테드 역
- 실로 페르난데즈 - 리차드 역
- 패트릭 게로우 - 주유소 직원 역
- 톰 홀랜드 - 브랜들리 베이커 역
- 조엘 킨나만 - 엘리엇 베이커 역
- 레이첼 르페브르 - 카렌 역
- 로지프 서덜랜드 - 루크 역
- 데스 맥알리어퍼시 하인즈 화이트 - 갈렙 베이커 역